# Tomáš Košický
Tomáš Košický (Pozsony, 1986. március 11. –) szlovák válogatott labdarúgó, a Debreceni VSC kapusa.

## Pályafutása
Košický felnőtt csapatban 2005-ben mutatkozott be az Inter Bratislava színeiben. 2013-ban szerepelt a szlovák válogatottban.

## Mérkőzései a szlovák válogatottban
| #  | Dátum              | Ellenfél  | Eredmény | Kiírás              | Esemény |
| -- | ------------------ | --------- | -------- | ------------------- | ------- |
| 1. | 2013. november 19. | Gibraltár | 0 – 0    | barátságos mérkőzés |         |